# Кореєць (канонерський човен)

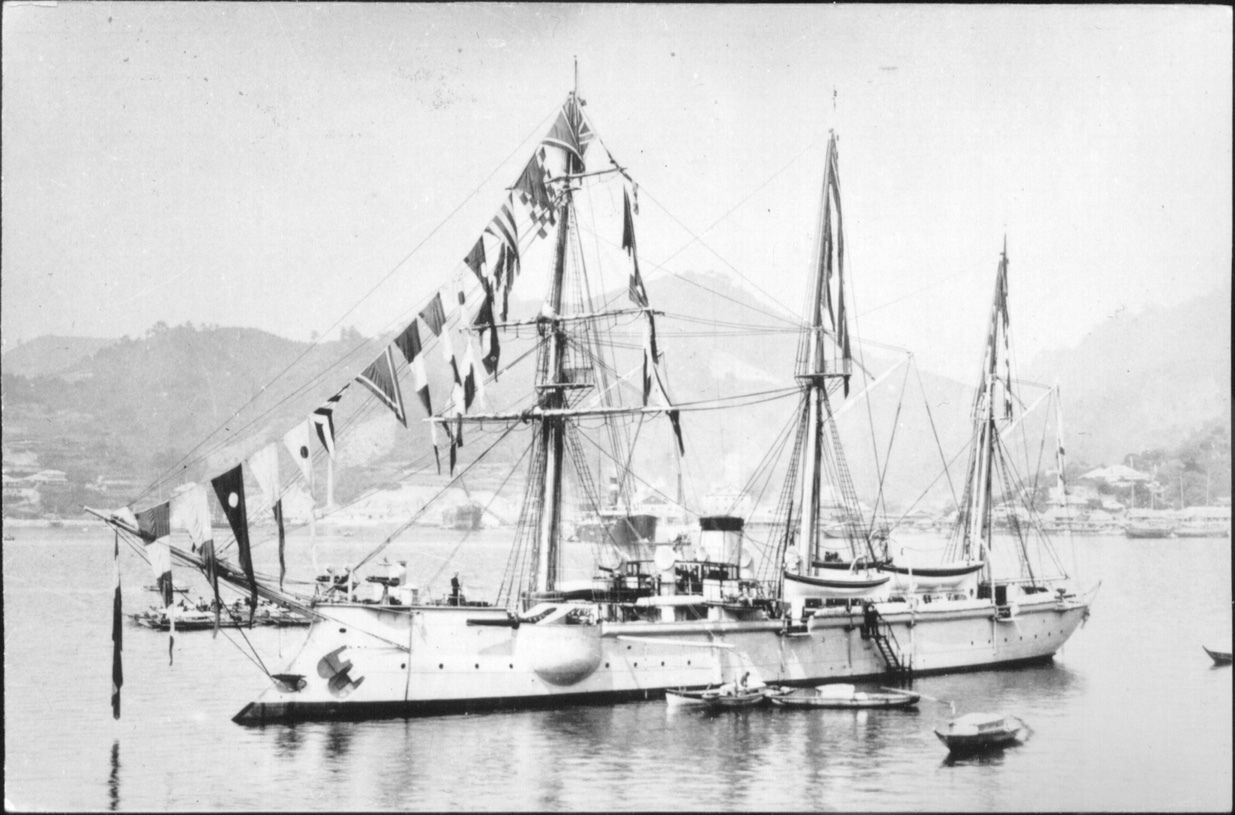
канонерський човен «Кореєць»

«Кореєць» — канонерський човен військово-морського флоту Російської імперії, який разом із крейсером «Варяг» був затоплений власною командою на рейді порту Чемульпо в Кореї під час російсько-японської війни 1904–1905 років. До того брав участь у придушенні Боксерського повстання у Китаї.
Закладений у грудні 1885 року на верфі Бергзунд Меканіска у Стокгольмі. Спущений на воду 7 серпня 1886 року. Уведений в експлкатацію в 1887 році.
Канонерський човен «Кореєць» мав водотоннажність 1330 т, швидкість — 13,5 вузла, був озброєний двома гарматами калібру 203 мм, однією гарматою калібру 152 мм, чотирма гарматами калібру 99 мм, двома гарматами калібру 47 мм і чотирма гарматами калібру 37 мм. Крім того, на озброєнні канонерського човна був один торпедний апарат.

## Цікаві факти
- На «Корейці» служив вільнонайманим селянин із Київщини, кок на прізвище Кріштофенко. Командир «Корейця» капітан II рангу Бєляєв запропонував йому зійти на берег, так як присяги Кріштофенко не давав, і його участь в бою було не обов'язково. Але кок відмовився залишити судно. Він відповів: «Вмирати, так усім разом, ваше високоблагородіє . Я буду битися разом з вами». Командир призначив кока підношувачем снарядів на кормову гармату.